# The Posies
The Posies är att amerikanskt band som spelar alternativ rock. Bandet bildades 1986 i Bellingham, Washington (strax norr om Seattle) av Ken Stringfellow och Jon Auer, splittrades 2000 och återförenades 2004. Deras mest kända låtar är "I May Hate You Sometimes", "Solar Sister", "Golden Blunders", "Dream All Day" och deras största hitsingel "Flavor Of The Month" som skrevs som en reaktion på att deras A&R-man Gary Gersh bad dem att gå in i studion igen och skriva fler hitlåtar. 2005 ingick låtarna "Love Comes" och "I Guess You're Right" i Windows Vistas programvara. Senare kom låtarna "Plastic Paperbacks" och "So Caroline" med skivan Blood/Candy 2010. 

## Medlemmar
Nuvarande medlemmar
- Ken Stringfellow – gitarr, sång (1986–)
- Jon Auer – gitarr, sång (1986–)
- Dave Fox – basgitarr (1992–1994, 2018–)
- Mike Musburger – trummor (1988–1994, 2018–)

Tidigare medlemmar
- Rick Roberts – basgitarr, sång (1988–1991)
- Joe Skyward (f. Joe Howard) – basgitarr (1992, 1994–1999)
- Brian Young – trummor (1994–1998)
- Darius Minwalla – trummor (2001–2014, död 2015)
- Matt Harris – basgitarr (2001–2010)

## Diskografi
Studioalbum
- 1989 – Failure
- 1990 – Dear 23
- 1993 – Frosting on the Beater
- 1996 – Amazing Disgrace
- 1998 – Success
- 2005 – Every Kind of Light
- 2010 – Blood/Candy
- 2016 – Solid States

Livealbum
- 2000 – Alive Before the Iceberg
- 2000 – In Case You Didn't Feel Like Plugging In

EP
- 1996 – Ontario
- 1996 – Randy Leasure's Posies CD Sampler
- 2001 – Nice Cheekbones and a Ph.D.
- 2012 – Daytrotter Session

Singlar
- 1990 – "Golden Blunders"
- 1991 – "Feel" / "I Am the Cosmos"
- 1991 – "Suddenly Mary"
- 1992 – "I Am the Cosmos" (Gigolo Aunts / The Posies)
- 1993 – "Definite Door"
- 1993 – "Dream All Day"
- 1993 – "Flavor of the Month"
- 1993 – "Solar Sister"
- 1993 – "This Is Not the Posies"
- 1994 – "Going, Going, Gone"
- 1996 – "Everybody Is a Fucking Liar" (live)
- 1996 – "Please Return It"
- 1996 – "Precious Moments"
- 1996 – "Ontario"
- 1998 – "Start a Life"
- 2005 – "Second Time Around"
- 2010 – "The Glitter Prize"
- 2016 – "Squirrel vs Snake"

Samlingsalbum
- 2000 – ...At Least, At Last
- 2000 – The Best of The Posies: Dream All Day